# Agua y Energía Eléctrica
Agua y Energía Eléctrica (AyE o AyEE), o simplemente Agua y Energía, fue una empresa pública argentina encargada de la producción, distribución y comercialización de energía eléctrica, así como la evaluación y construcción de obras de ingeniería hidráulica. Fue creada en 1947, durante el primer gobierno de Juan Domingo Perón, y cerrada en 1992 junto con otras empresas del Estado durante la primera presidencia de Carlos Menem.

## Historia

### Creación
La empresa fue creada por decreto 3967 del 19 de mayo de 1947, mediante la fusión de la Dirección General de Centrales Eléctricas del Estado y la Dirección General de Irrigación. Con su constitución se definió su objeto social, definido como «Estudio, proyecto, construcción y administración de las obras para riego y defensa de los cursos de agua; de las obras y explotación de centrales eléctricas, medios de transmisión, estaciones transformadoras y redes de distribución para la venta de energía eléctrica; compra y venta de energía eléctrica a terceros, sea para sus propias necesidades o a los efectos de su distribución como servicio público, dando la preferencia a los organismos de la Nación, provincias o municipios, a las cooperativas y sociedades de economía mixta integradas exclusivamente por el Estado y los usuarios». Posteriormente se incorporaron a Agua y Energía Eléctrica funciones relativas al inventariado y evaluación de cursos de agua y otras fuentes para riego, consumo y generación de energía hidroeléctrica.

### Desarrollo
En 1949, durante el gobierno de Juan Domingo Perón se creó la figura jurídica de Empresa del Estado, con lo que la empresa pasó a denominarse Agua y Energía Eléctrica Empresa del Estado. Al año siguiente, en 1950, se creaba Empresas Nacionales de Energía (ENDE) para aglutinar a todas las direcciones generales hasta entonces existentes.
En 1946, el gobierno de Juan Domingo Perón lanzó el Plan Quinquenal, un programa de industrialización acelerado y de grandes obras públicas para el periodo 1947-1951 que preveía la construcción de grandes diques, el regadío de extensas zonas, la provisión de agua y la ejecución de desagües de cloacas y pluviales para numerosas ciudades y pueblos del territorio nacional. Para la Capital, contemplaba la construcción del Gran Depósito Constitución, con su estación elevadora y un conducto alimentador a la zona de Avellaneda.
En aquella época, la industrialización acelerada del país produjo un explosivo crecimiento de asentamientos demográficos en torno al cordón industrial que había surgido en la Capital, lo que obligó a modificar los planes de saneamiento, que habían sido elaborados durante las décadas pasadas.
OSN llegó así durante la década de 1940 «después de haber realizado importantes construcciones, de contar entre sus servicios con una de las plantas de provisión central de agua potable más grandes del mundo; con un personal de más de 10 mil funcionarios, empleados y obreros de toda categoría; con una obra realizada en pro de la salubridad .
Durante los gobiernos de Juan Domingo Perón a través de la empresa estatal, se llevó a cabo un programa de obras, para el periodo 1947-51. En 1942 unos 6,5 millones de habitantes tenían provisión de agua corriente y 4 millones, servicios cloacales, y en 1955 los beneficiarios se ampliaron a 10 millones y 5,5 millones respectivamente. En este periodo se destacan la puesta en funcionamiento de diques y centrales hidroeléctricas tales como Los Quiroga en Santiago del Estero, el Escaba de Tucumán y El Nihuil en Mendoza y los proyectos de construcción de centrales hidroeléctricas en todo el país. La ubicación de las obras más importantes fue la siguiente; 6 diques en Córdoba, 6 en Catamarca, 4 en Río Negro y 3 en Mendoza, todos ellos con la estructura para la producción de energía eléctrica.
En 1958 se transfirió a Agua y Energía Eléctrica la prestación del servicio de energía eléctrica en el noroeste del Gran Buenos Aires, al finalizar la concesión por 50 años de la Compañía Argentina de Electricidad (CADE), originalmente Compañía Hispano Americana de Electricidad (CHADE). Posteriormente ente se crearía la empresa Servicios Eléctricos del Gran Buenos Aires (SEGBA) para atender al resto del Gran Buenos Aires, incluyendo la Ciudad de Buenos Aires, así como al Gran La Plata.
La ley 15536 de Energía Eléctrica de 1960 reglamentó la actividad del sector, definiendo como ámbito propio de Agua y Energía Eléctrica el Despacho Nacional de Cargas (DNC) y la Red Nacional de Interconexión (RNI), y estableciendo la índole provincial en las tareas de producción y comercialización. En 1962 se transfirió a SEGBA el servicio de energía eléctrica de los 14 partidos del Gran Buenos Aires a cargo de la empresa. Cuatro años después, en 1966, se declararon de jurisdicción nacional todos los servicios que al momento prestaba Agua y Energía Eléctrica, AyE quedaba encargada de la operación de la red eléctrica nacional y la generación de energía, deslindándose de su papel como proveedora de servicios a usuarios finales.
En 1973, durante la tercera presidencia de Juan Domingo Perón, se creó la Corporación de Empresas Nacionales (CEN) como entidad rectora de todas las empresas del Estado, encargada de su dirección, auditoría y control. Tras la creación de la figura de Sociedad del Estado, la empresa pasó a llamarse en 1977 Agua y Energía Eléctrica Sociedad del Estado, al tiempo que se reformaba su Estatuto. El decreto 3.907 estableció en su artículo 5 lo siguiente como objeto social de la empresa:
1. "La generación, transmisión, transformación, distribución, comercialización, adquisición e intercambio de energía eléctrica así como la prestación del servicio público de electricidad en todo el ámbito y cualquier lugar del país. A tales fines efectuará estudios y proyectos y construirá las obras necesarias, explotará centrales generadoras de energía de cualquier tipo, manejará líneas de transmisión y estaciones transformadoras y operará redes de distribución".
2. "La ejecución en los cursos de agua de tareas destinadas al riego y a la atenuación de crecidas, como así también el avenamiento y saneamiento de zonas inundables e insalubres, a cuyos fines podrá realizar estudios y proyectos, construir las obras que fueran necesarias y administrarlas".
3. "El inventario y evaluación de los recursos hídricos en los ríos y otros cursos de agua, sus cuencas y demás fuentes de alimentación, con fines de aprovechamiento energético y riego, para aplicar en sus estudios, proyectos y obras, en coordinación con los organismos políticos y técnicos correspondientes del Gobierno Nacional".
4. "En general, cualquier tarea por cuenta propia, del Estado Nacional, Provincias o Municipalidades, que se relacionen, directa o indirectamente con los objetivos detallados precedentemente".

La CEN fue disuelta en 1978 y la empresa Agua y Energía pasó a depender de la Secretaría de Estado de Energía.
En 1962, el presidente de facto José María Guido nombró como ministro de Economía a Federico Pinedo (hijo) ―abogado y representante de la Chade durante la Década Infame―, quien implantó un «shock económico» e hizo aumentar la cotización del dólar de 83 a 138 pesos, aumentó las tarifas de servicios públicos, beneficiando a la Chade, compañía privada A pesar de las altas tarifas impuestas por Pinedo, los cortes eran frecuentes, lo que sirvió para ocultar las deficiencias de la CIAE, que tenían grandes problemas para prestar el servicio ante el deterioro de los equipos.

### Privatización
A poco de asumir Carlos Menem, se estableció en 1989 la emergencia administrativa en la prestación de los servicios públicos. Se creó la Empresa Federal de Energía Eléctrica (EFEE) incluyendo, entre otras, a Agua y Energía Eléctrica e Hidronor. En 1992 se declaró sujetas a privatización total a las empresas nucleadas en la EFEE en el marco de la ley 23696 de Reforma del Estado de 1989. Al mismo tiempo, la ley 24065 establecía que la Secretaría de Energía Eléctrica elaboraría el texto ordenado del Marco Regulatorio Eléctrico. A los fines de la privatización, Agua y Energía Eléctrica S.E. fue dividida en veintidós unidades de comercialización: nueve de generación térmica (Alto Valle S.A., Güemes S.A., Sorrento S.A., San Nicolás S.A., Térmicas del NEA S.A., Térmicas del NOA S.A., Térmicas Patagónicas S.A., Térmicas del Litoral S.A., Térmicas Mendoza S.A. y Central Piedra Buena S.A.), ocho de generación hidráulica (Diamante S.A., Ameghino S.A., Río Hondo S.A., Futaleufú S.A., Río Juramento S.A., Tucumán S.A., Los Nihuiles S.A.), una de generación hidrotérmica (San Juan S.A.) y cuatro de transporte de energía eléctrica por distribución troncal (Transnoa S.A.. Transnea S.A., Transpa S.A. y Distrocuyo S.A.).
Ese mismo año el Despacho Nacional de Cargas se separó de AyE para servir como base a la Compañía Administradora del Mercado Mayorista Eléctrico S.A. (CAMMESA). La red de alta tensión del Sistema Interconectado Nacional quedaría a cargo de otra empresa a privatizarse creada sobre la base de activos y actividades de AyE, SEGBA e Hidronor, la Compañía de Transporte de Energía Eléctrica en Alta Tensión Transener S.A. (TRANSENER). Personal de la empresa pasó a integrar el Ente Nacional Regulador de Energía Eléctrica (ENRE), que asumió el poder de policía sobre las empresas privatizadas y a privatizarse del sector.
Algunas funciones específicas como por ejemplo la evaluación de cursos y reservorios de agua a fin de planificar el riego, el consumo y la generación de energía derivaron en la formación de empresas cuyo objetivo es el cumplimiento de tales funciones.
Entre ese año y 1995 se dispuso la privatización de las centrales de generación hidráulica de electricidad Hidroeléctrica Diamante, Hidroeléctrica Ameghino, Hidroeléctrica Río Hondo, Hidroeléctrica Futaleufú, Hidroeléctrica Río Juramento, Hidrotérmica San Juan e Hidroeléctrica Tucumán con funciones delegadas hasta tanto se creara el Organismo Regulador de Seguridad de Presas.
La empresa Nucleoeléctrica Argentina, a su vez separada de la Comisión Nacional de Energía Atómica, recibió en 1996 el Complejo Hidroeléctrico con Central de Bombeo Río Grande. En colaboración con la Secretaría de Energía, se prestó asistencia técnica a las provincias de Santiago del Estero, Formosa, La Rioja, Catamarca, San Juan, Río Negro, Salta y Jujuy para la privatización de sus servicios de distribución de energía eléctrica. Pocas provincias, como Córdoba o Santa Fe, mantuvieron a cargo de empresas provinciales la provisión del servicio.

### Liquidación
Finalmente, la empresa fue declarada en liquidación por resolución del Ministerio de Economía y Obras y Servicios Públicos en 1996, extendiéndose progresivamente el período hasta fines de 1998. Durante ese año se procedió a la creación de la empresa Emprendimientos Energéticos Binacionales Sociedad Anónima (EBISA) para reemplazar el papel de Agua y Energía Eléctrica en las centrales hidroeléctricas binacionales de Salto Grande y Yacyretá. La Dirección Nacional de Bienes del Estado, luego Organismo Nacional de Administración de Bienes del Estado (ONABE), se hizo acreedora de la totalidad de los bienes de AyE que no fueron privatizados ni necesarios para el proceso de liquidación.
En total, el proceso de privatización de AyE concluyó con la transferencia al sector privado de 22 empresas, 9288 km de tendido eléctrico en líneas de 500, 330, 220 y 132 kV, 3 .740 MVA de potencia de transformación, 11 .842 GWh de generación (43 % hidráulica y 57 % térmica, 1 .370 MW de potencia y 4 420 empleados.